# Cyathochromis obliquidens
Cyathochromis obliquidens è l'unica specie attualmente nota del genere Cyathochromis. È una specie di ciclidi haplochromini endemica del Lago Malawi nell'Africa orientale, dove risiede in acque costiere, popolate di vegetazione, da 1 a 6 metri di profondità. Si nutre di alghe, principalmente delle foglie della vegetazione acquatica. Questa specie cresce fino a una lunghezza di 15 centimetri (lunghezza totale). È tra le specie commercializzate come pesci da acquario.